# Əmircan (Baku)
Əmircan (anche Amirabdzhan, Amiradzhan, Amiradzhany, Amircan, Amirdžan, Amirjan, o Amirdzhan) è una municipalità di Baku, Azerbaigian di 26 798 abitanti.